# Devil (álbum de Super Junior)
Devil é o oitavo álbum de estúdio em coreano (nono, no total) da boy band sul-coreana Super Junior, lançado em 16 de julho de 2015, pela gravadora SM Entertainment, sendo distribuído pela KT Music. O álbum foi lançado como um "álbum especial", em comemoração ao décimo aniversário de carreira do grupo, não sendo contado como um álbum de estúdio oficial, além de conter canções interpretadas por subgrupos, incluindo Super Junior-K.R.Y., Super Junior-T, Super Junior-M e Super Junior-D&E, pela primeira vez. Devil foi relançado em 16 de setembro de 2015, com um novo título, Magic, incluindo quatro canções inéditas.
O álbum é o primeiro com a ausência de Sungmin e Shindong, que alistaram-se para o serviço militar obrigatório no início de 2015, e também marca o retorno de Yesung do alistamento, ausente das atividades oficiais do Super Junior desde 2013. No entanto, Devil é o último lançamento com a participação de Eunhyuk, Donghae e Siwon, que alistaram-se no final do ano de 2015.

## Lista de faixas
| N.º            | Título                                                     | Letras                           | Música                                                          | Duração |  |
| 1.             | "Devil"                                                    | Kenzie                           | Kenzie, The Stereotypes, Micah Powell                           | 3:36    |  |
| 2.             | "Simply Beautiful"                                         | Cho Yoon-kyung                   | Hyuk Shin, DK, Marco Reyes, Jarah Gibson, Jeffrey Patrick Lewis | 4:03    |  |
| 3.             | "별이 뜬다" (Stars Appear...)                              | Epitone Project                  | Epitone Project                                                 | 3:45    |  |
| 4.             | "Good Love"                                                | Kenzie                           | Kenzie, The Stereotypes, Micah Powell                           | 3:20    |  |
| 5.             | "We Can" (Super Junior-K.R.Y.)                             | Lee Seung-hwan                   | Lee Seung-hwan, Hwang Sung-jae                                  | 3:58    |  |
| 6.             | "Don't Wake Me Up" (Super Junior-D&E)                      | Donghae, Team One Sound          | Donghae, Team One Sound                                         | 3:08    |  |
| 7.             | "첫눈에 반했습니다" (Love At First Sight) (Super Junior-T) | Kang Jun-woo                     | Kang Jun-woo                                                    | 3:44    |  |
| 8.             | "每天" (Forever With You) (Super Junior-M)                 | Zhou Mi                          | Andreas Oberg, Martin K, Llang                                  | 3:12    |  |
| 9.             | "Rock'n Shine!"                                            | Kim Yoon-ah                      | Kim Yoon-ah                                                     | 3:55    |  |
| 10.            | "Alright"                                                  | Donghae, Eunhyuk, Team One Sound | Donghae, Team One Sound                                         | 3:55    |  |
| Duração total: | Duração total:                                             | Duração total:                   | Duração total:                                                  | 36:36   |  |

| Relançamento (Magic) |                                                            |                                           |                                                                 |         |  |
| N.º                  | Título                                                     | Letras                                    | Música                                                          | Duração |  |
| 1.                   | "Magic"                                                    | Cho Yoon-kyung                            | Purple J, G-High, Thomas Sardorf                                | 3:35    |  |
| 2.                   | "Devil"                                                    | Kenzie                                    | Kenzie, The Stereotypes, Micah Powell                           | 3:36    |  |
| 3.                   | "Simply Beautiful"                                         | Cho Yoon-kyung                            | Hyuk Shin, DK, Marco Reyes, Jarah Gibson, Jeffrey Patrick Lewis | 4:03    |  |
| 4.                   | "놈, 놈, 놈" (You Got It)                                  | Leeteuk, Heechul, Eunhyuk, Team One Sound | The Stereotypes, Three                                          | 4:23    |  |
| 5.                   | "도로시" (Dorothy) (Super Junior-K.R.Y.)                   | Kim Jin-ah                                | Lee Sang-jun                                                    | 4:24    |  |
| 6.                   | "Sarang♥"                                                  | Heechul, Team One Sound                   | Leeteuk, Team One Sound                                         | 3:17    |  |
| 7.                   | "별이 뜬다" (Stars Appear...)                              | Epitone Project                           | Epitone Project                                                 | 3:45    |  |
| 8.                   | "Good Love"                                                | Kenzie                                    | Kenzie, The Stereotypes, Micah Powell                           | 3:20    |  |
| 9.                   | "We Can" (Super Junior-K.R.Y.)                             | Lee Seung-hwan                            | Lee Seung-hwan, Hwang Sung-jae                                  | 3:58    |  |
| 10.                  | "Don't Wake Me Up" (Super Junior-D&E)                      | Donghae, Team One Sound                   | Donghae, Team One Sound                                         | 3:08    |  |
| 11.                  | "첫눈에 반했습니다" (Love At First Sight) (Super Junior-T) | Kang Jun-woo                              | Kang Jun-woo                                                    | 3:44    |  |
| 12.                  | "每天" (Forever With You) (Super Junior-M)                 | Zhou Mi                                   | Andreas Oberg, Martin K, Llang                                  | 3:12    |  |
| 13.                  | "Rock'n Shine!"                                            | Kim Yoon-ah                               | Kim Yoon-ah                                                     | 3:55    |  |
| 14.                  | "Alright"                                                  | Donghae, Eunhyuk, Team One Sound          | Donghae, Team One Sound                                         | 3:55    |  |
| Duração total:       | Duração total:                                             | Duração total:                            | Duração total:                                                  | 52:15   |  |

## Desempenho nas tabelas musicais

### Álbum
| País          | Parada                   | Melhor posição |
| ------------- | ------------------------ | -------------- |
| Coreia do Sul | Gaon Weekly Album Chart  | 2              |
| Coreia do Sul | Gaon Monthly Album Chart | 2              |

### Single
| País          | Parada                     | Canção | Melhor posição |
| ------------- | -------------------------- | ------ | -------------- |
| Coreia do Sul | Gaon Digital Chart (Geral) | Devil  | 21             |

## Vendas
| País/Parada | Álbum | Vendas    |
| ----------- | ----- | --------- |
| Gaon Chart  | Devil | + 167,742 |
| Gaon Chart  | Magic | + 94,983  |
| Total       |       |           |
| + 262,725   |       |           |

## Histórico de lançamento
| Versão       | País          | Data                   | Formato              | Distribuição |
| ------------ | ------------- | ---------------------- | -------------------- | ------------ |
| A            | Coreia do Sul | 16 de julho de 2015    | CD, download digital | KT Music     |
| A            | Taiwan        | 14 de agosto de 2015   | CD, download digital | Avex Taiwan  |
| Relançamento | Coreia do Sul | 16 de setembro de 2015 | CD, download digital | KT Music     |